# Église Saint-Martin de Trujillo
Pour les articles homonymes, voir Église Saint-Martin.
L'église Saint-Martin est une église catholique de la ville espagnole de Trujillo (Estrémadure) située dans un angle de la Plaza Mayor de la ville.

## Présentation
Sa construction a commencé au XIVe siècle et s'est poursuivie pendant plus d'un siècle. Elle s'est achevée dans la seconde moitié du XVIe siècle, vers 1564, après que le plan initial eut subi des modifications importantes.
Ainsi, les caractéristiques architecturales sont spécifiques au gothique pour ce qui concerne le corps et la structure principale de l'église et à l'architecture de la Renaissance pour ce qui est des travaux effectués à la dernière étape de la construction. L'église possède une seule grande nef réalisée en pierre de taille et est couverte de croisées d'ogives étoilées. Des chapelles sont situées entre les contreforts dont la partie supérieure est visible de l'extérieur.

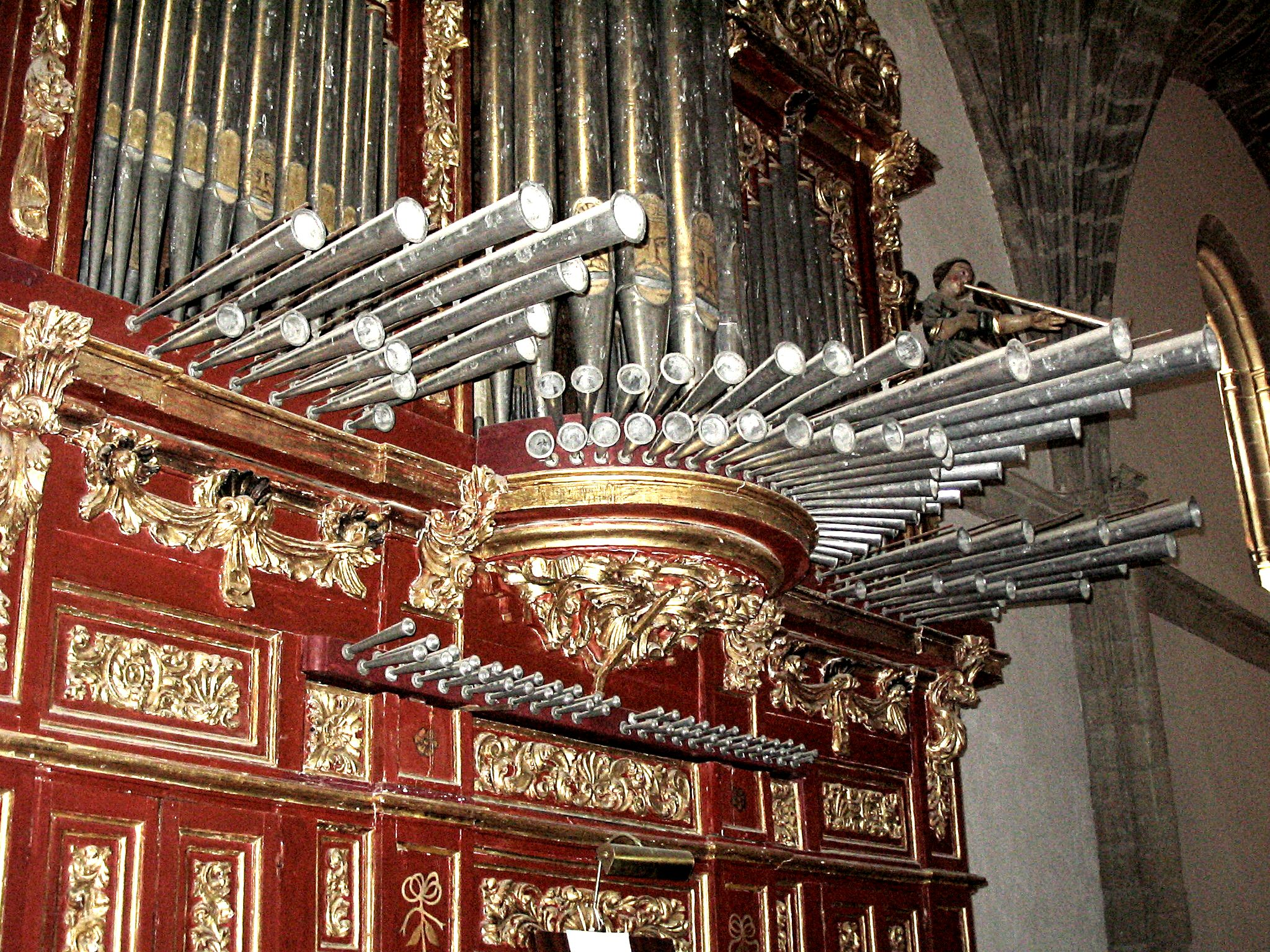
Détails des tuyaux de l'orgue de l'église Saint-Martin de Trujillo.

On trouve des documents écrits sur les interventions de l'architecte Sancho de Cabrera, qui a travaillé à la nef, à la tour et au chœur.
On trouve à l'intérieur d'importants tombeaux de style Renaissance appartenant à diverses familles de la ville. On trouve également un orgue historique baroque du XVIIIe siècle.
L'extérieur est dominé par le grand volume de sa structure en pierre solide sur des gradins. La façade est constituée d'un portail simple de la Renaissance, situé entre une simple tour à base carrée d'un côté et une fine tourelle polygonale à horloge de l'autre, tourelle qui est ouverte dans le haut et surmontée d'une flèche pyramidale.

### Sources
- (es) Cet article est partiellement ou en totalité issu de l’article de Wikipédia en espagnol intitulé « Iglesia de San Martín (Trujillo) » (voir la liste des auteurs).
- (es) « Arquitectura renacentista », dans Historia de la Arquitectura Espanola, vol. 3, Editorial Planeta, 1986.
- (es) « Iglesia San Martín en Trujillo (Cáceres), España »